# 2019-es Formula–2 spanyol nagydíj
A 2019-es FIA Formula–2 spanyol nagydíj egy két futamból álló versenyhétvége volt, amelyet május 10–12. között rendeztek meg a Circuit de Barcelona-Catalunya versenypályán Barcelonaban. Ez volt a harmadik fordulója a 2019-es FIA Formula–2 szezonnak. A versenyeket a Formula–1 spanyol nagydíj betétfutamaiként tartották meg. A főversenyt a kanadai Nicholas Latifi, míg a sprintversenyt a holland Nyck de Vries nyerte meg.

## Eredmények

### Kvalifikáció
| Poz.    | #  | Versenyző            | Csapat                        | Idő      | Különbség | Rajthely |
| ------- | -- | -------------------- | ----------------------------- | -------- | --------- | -------- |
| 1       | 8  | Luca Ghiotto         | UNI-Virtuosi                  | 1:28.031 | –         | 1        |
| 2       | 6  | Nicholas Latifi      | DAMS                          | 1:28.212 | +0.181    | 2        |
| 3       | 7  | Csou Kuan-jü         | UNI-Virtuosi                  | 1:28.249 | +0.218    | 3        |
| 4       | 4  | Nyck de Vries        | ART Grand Prix                | 1:28.266 | +0.235    | 4        |
| 5       | 15 | Jack Aitken          | Campos Racing                 | 1:28.355 | +0.324    | 8[1]     |
| 6       | 11 | Callum Ilott         | Sauber Junior Team by Charouz | 1:28.470 | +0.439    | 5        |
| 7       | 5  | Sérgio Sette Câmara  | DAMS                          | 1:28.550 | +0.519    | 6        |
| 8       | 21 | Ralph Boschung       | Trident                       | 1:28.580 | +0.549    | 7        |
| 9       | 10 | Dorian Boccolacci    | Campos Racing                 | 1:28.581 | +0.550    | 12[1]    |
| 10      | 9  | Mick Schumacher      | Prema Racing                  | 1:28.605 | +0.574    | 9        |
| 11      | 2  | Macusita Nobuharu    | Carlin                        | 1:28.683 | +0.652    | 10       |
| 12      | 3  | Nyikita Mazepin      | ART Grand Prix                | 1:28.758 | +0.727    | 11       |
| 13      | 10 | Sean Gelael          | Prema Racing                  | 1:28.761 | +0.730    | 13       |
| 14      | 1  | Louis Delétraz       | Carlin                        | 1:28.869 | +0.838    | 14       |
| 15      | 19 | Anthoine Hubert      | BWT Arden                     | 1:28.980 | +0.949    | 15       |
| 16      | 16 | Jordan King          | MP Motorsport                 | 1:29.023 | +0.992    | 16       |
| 17      | 20 | Giuliano Alesi       | Trident                       | 1:29.346 | +1.315    | 17       |
| 18      | 18 | Tatiana Calderón     | BWT Arden                     | 1:29.590 | +1.559    | 20[2]    |
| 19      | 12 | Juan Manuel Correa   | Sauber Junior Team by Charouz | 1:30.171 | +2.140    | 18       |
| 20      | 17 | Mahaveer Raghunathan | MP Motorsport                 | 1:30.691 | +2.660    | 19       |
| Forrás: |    |                      |                               |          |           |          |

Megjegyzések:
- ↑ 1:  – Jack Aitken és Dorian Boccolacci három-rajthelyes büntetést kaptak, miután módosítottak az autójuk padlólemezének hátsó részén.[5]
- ↑ 2:  – Tatiana Calderón egy három-rajthelyes büntetés kapott, mert az azeri versenyen balesetet okozott.[6]

### Főverseny
| Poz.                                                              | #  | Versenyző            | Csapat                        | Körök | Idő/Kiesés  | Rajthely | Pont |
| ----------------------------------------------------------------- | -- | -------------------- | ----------------------------- | ----- | ----------- | -------- | ---- |
| 1                                                                 | 6  | Nicholas Latifi      | DAMS                          | 37    | 1:01:10.688 | 2        | 25   |
| 2                                                                 | 15 | Jack Aitken          | Campos Racing                 | 37    | +1.935      | 8        | 18   |
| 3                                                                 | 7  | Csou Kuan-jü         | UNI-Virtuosi                  | 37    | +3.325      | 3        | 15   |
| 4                                                                 | 8  | Luca Ghiotto         | UNI-Virtuosi                  | 37    | +4.361      | 1        | 12+4 |
| 5                                                                 | 4  | Nyck de Vries        | ART Grand Prix                | 37    | +9.468      | 4        | 10   |
| 6                                                                 | 19 | Anthoine Hubert      | BWT Arden                     | 37    | +12.489     | 15       | 8    |
| 7                                                                 | 16 | Jordan King          | MP Motorsport                 | 37    | +14.277     | 16       | 6+2  |
| 8                                                                 | 11 | Callum Ilott         | Sauber Junior Team by Charouz | 37    | +17.385     | 5        | 4    |
| 9                                                                 | 10 | Sean Gelael          | Prema Racing                  | 37    | +19.072     | 13       | 2    |
| 10                                                                | 21 | Ralph Boschung       | Trident                       | 37    | +25.722     | 7        | 1    |
| 11                                                                | 2  | Macusita Nobuharu    | Carlin                        | 37    | +33.602     | 10       |      |
| 12                                                                | 1  | Louis Delétraz       | Carlin                        | 37    | +38.546     | 14       |      |
| 13                                                                | 18 | Tatiana Calderón     | BWT Arden                     | 37    | +45.789     | 20       |      |
| 14                                                                | 14 | Dorian Boccolacci    | Campos Racing                 | 37    | +47.649     | 12       |      |
| 15                                                                | 9  | Mick Schumacher      | Prema Racing                  | 37    | +1:11.994   | 9        |      |
| 16                                                                | 17 | Mahaveer Raghunathan | MP Motorsport                 | 37    | +1:33.773   | 19       |      |
| 17                                                                | 3  | Nyikita Mazepin      | ART Grand Prix                | 33    | +4 kör      | 11       |      |
| Hn                                                                | 5  | Sérgio Sette Câmara  | DAMS                          | 28    | +9 kör      | 6        |      |
| ki                                                                | 12 | Juan Manuel Correa   | Sauber Junior Team by Charouz | 24    | fékek       | 18       |      |
| ki                                                                | 20 | Giuliano Alesi       | Trident                       | 0     | kicsúszás   | 17       |      |
| Leggyorsabb kör: Jordan King (MP Motorsport) — 1:32.266 (35. kör) |    |                      |                               |       |             |          |      |
| Forrás:                                                           |    |                      |                               |       |             |          |      |

### Sprintverseny
| Poz.                                                         | #  | Versenyző            | Csapat                        | Körök | Idő/Kiesés | Rajthely | Pont |
| ------------------------------------------------------------ | -- | -------------------- | ----------------------------- | ----- | ---------- | -------- | ---- |
| 1                                                            | 4  | Nyck de Vries        | ART Grand Prix                | 26    | 42:25.916  | 4        | 15   |
| 2                                                            | 8  | Luca Ghiotto         | UNI-Virtuosi                  | 26    | +2.399     | 5        | 12   |
| 3                                                            | 11 | Callum Ilott         | Sauber Junior Team by Charouz | 26    | +4.382     | 1        | 10   |
| 4                                                            | 7  | Csou Kuan-jü         | UNI-Virtuosi                  | 26    | +11.183    | 6        | 8    |
| 5                                                            | 19 | Anthoine Hubert      | BWT Arden                     | 26    | +12.567    | 3        | 6    |
| 6                                                            | 6  | Nicholas Latifi      | DAMS                          | 26    | +13.088    | 8        | 4+2  |
| 7                                                            | 16 | Jordan King          | MP Motorsport                 | 26    | +21.419    | 2        | 2    |
| 8                                                            | 15 | Jack Aitken          | Campos Racing                 | 26    | +26.644    | 7        | 1    |
| 9                                                            | 10 | Sean Gelael          | Prema Racing                  | 26    | +27.445    | 9        |      |
| 10                                                           | 21 | Ralph Boschung       | Trident                       | 26    | +28.169    | 10       |      |
| 11                                                           | 1  | Louis Delétraz       | Carlin                        | 26    | +28.535    | 12       |      |
| 12[1]                                                        | 9  | Mick Schumacher      | Prema Racing                  | 26    | +30.908    | 15       |      |
| 13                                                           | 18 | Tatiana Calderón     | BWT Arden                     | 26    | +32.269    | 13       |      |
| 14                                                           | 3  | Nyikita Mazepin      | ART Grand Prix                | 26    | +35.061    | 17       |      |
| 15                                                           | 12 | Juan Manuel Correa   | Sauber Junior Team by Charouz | 26    | +37.852    | 19       |      |
| 16                                                           | 20 | Giuliano Alesi       | Trident                       | 26    | +40.394    | 20       |      |
| 17[2]                                                        | 5  | Sérgio Sette Câmara  | DAMS                          | 26    | +40.538    | 18       |      |
| 18                                                           | 14 | Dorian Boccolacci    | Campos Racing                 | 26    | +44.210    | 10       |      |
| 19                                                           | 17 | Mahaveer Raghunathan | MP Motorsport                 | 26    | +1:08.701  | 16       |      |
| ki                                                           | 2  | Macusita Nobuharu    | Carlin                        | 0     | erőforrás  | 11       |      |
| Leggyorsabb kör: Nicholas Latifi (DAMS) — 1:32.444 (17. kör) |    |                      |                               |       |            |          |      |
| Forrás:                                                      |    |                      |                               |       |            |          |      |

Megjegyzések:
- ↑ 1:  – Mick Schumacher eredetileg a 8. pozícióban fejezte be a versenyt, azonban egy 5 másodperces büntetés kapott, amiért nem a kijelölt helyen tért vissza a pályára pályára.[7]
- ↑ 2:  – Sérgio Sette Câmara eredetileg a 15. pozícióban fejezte be a versenyt, azonban kapott egy 5 másodperces büntetés kapott, amiért nem a kijelölt helyen tért vissza a pályára.

## A bajnokság állása a verseny után
| H  | Versenyzők      | Pont | H  | Konstruktőrök                 | Pont |
| -- | --------------- | ---- | -- | ----------------------------- | ---- |
| 1. | Nicholas Latifi | 93   | 1. | DAMS                          | 126  |
| 2. | Luca Ghiotto    | 67   | 2. | UNI-Virtuosi                  | 101  |
| 3. | Nyck de Vries   | 63   | 3. | Campos Racing                 | 74   |
| 4. | Jack Aitken     | 62   | 4. | ART Grand Prix                | 67   |
| 5. | Csou Kuan-jü    | 34   | 5. | Sauber Junior Team by Charouz | 32   |